# エイズ予防財団
公益財団法人エイズ予防財団（エイズよぼうざいだん、Japan Foundation for AIDS Prevention）は、日本の公益法人。理事長は、東京医療保健大学学長の木村哲。

## 沿革
- 1987年（昭和62年） 政府の「エイズ問題総合対策大綱」を受け、事業の一部の実施ため、民間の協力のもと、財団法人「エイズ予防財団」が設立される
- 2011年（平成23年） 公益財団法人になる